# Maria Luzineide
Maria Luzineide Santos de Oliveira (Picuí, Paraíba, 3 de maio de 1974), mais conhecida como Maria Luzineide, é uma halterofilista paralímpica brasileira.

## Biografia e Carreira
Teve poliomielite na infância e, após passar pela natação, começou a praticar halterofilismo em 2004. Logo no mesmo ano, superou o recorde nacional da categoria até 45 kg. Em 2013 bateu seu próprio recorde, e o brasileiro, levantando 86 kg e se qualificando para a disputa do Mundial daquele ano em Dubai.
Em 2016 obteve o ouro na Copa do Mundo de Halterofilismo Paralímpico, ainda na categoria até 45 kg. levantando 83 kg. Em 2019 conquistou a medalha de ouro nos Jogos Parapan-Americanos de Lima, na classe até 50 kg. Em 2022 participou outra vez da Copa do Mundo, também em Dubai, integrando a seleção brasileira da categoria na classe até 50 kg.